# Broughshane

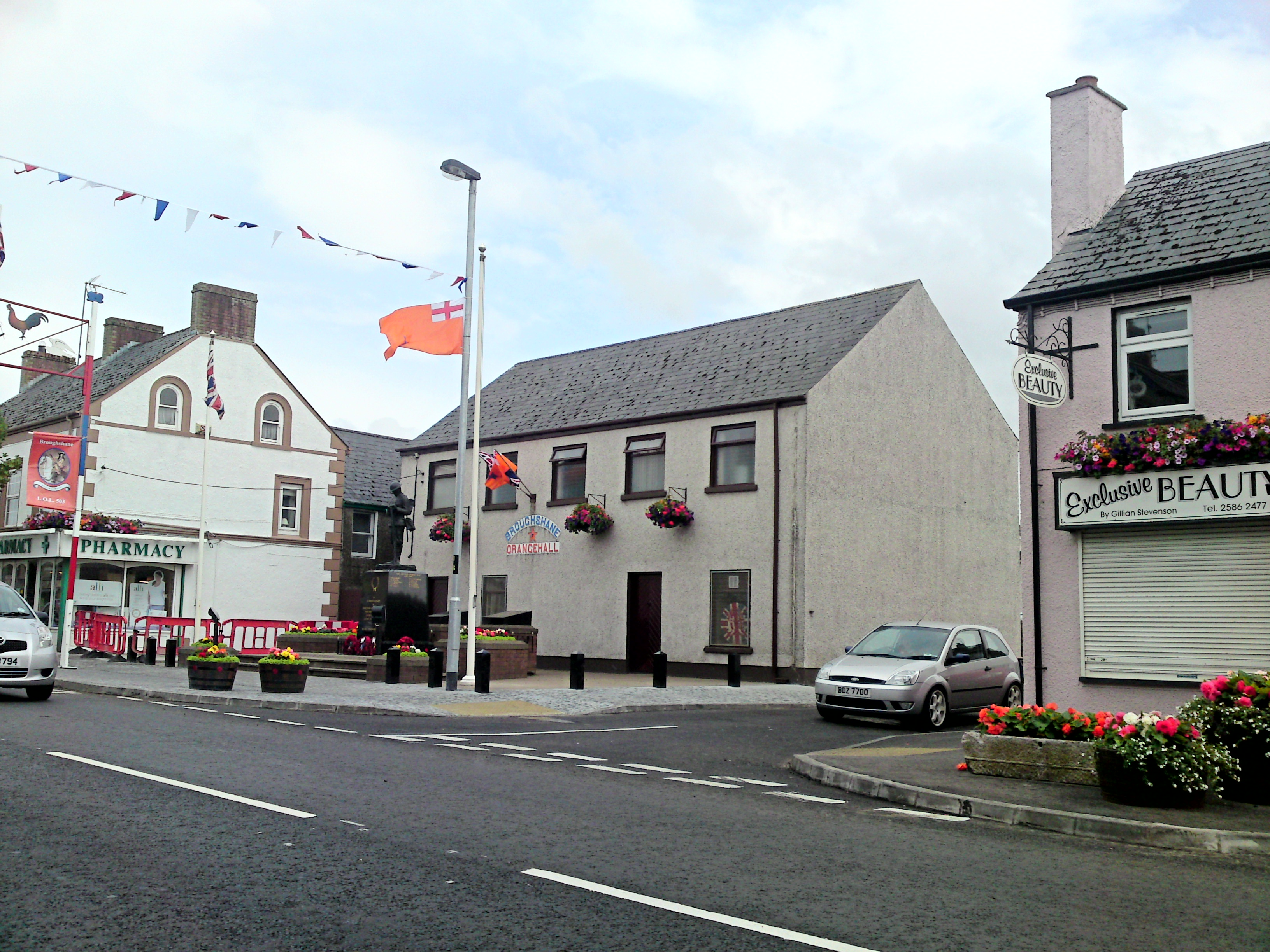
Orange Hall in Broughshane.

Broughshane [brəˈʃeɪn] (irisch Bruach Sheáin) ist ein Dorf im District Mid and East Antrim in der historischen Grafschaft Antrim in Nordirland. Es liegt etwa 5 Kilometer nordöstlich von Ballymena an der A42. Beim Census 2001 wurde für Broughshane eine Einwohnerzahl von 2364 Personen ermittelt. Davon waren 4,9 % römisch-katholisch, während 93,5 % einen protestantischen Hintergrund hatten.
Broughshane ist auch bekannt als das Garden Village von Ulster, Gewinner des Ulster in Bloom-, Britain in Bloom- sowie des Europe in Bloom-Wettbewerbs. 
Es war die Heimat der Vorfahren von Sir George Stuart White, dem Helden der Belagerung von Ladysmith, für den ein Denkmal auf dem örtlichen Kirchplatz errichtet wurde. 
Der Legende nach hat Sankt Patrick die Stadt verflucht, als keiner der Bewohner ihm bei der Flucht vom Berg Slemish helfen wollte, auf dem er als Sklave gehalten wurde.

## Dolmen
Ticloy (auch „The Stone House“ genannt) ist vermutlich eine stark gestörte Mischung zwischen einem Court- und einem Portal Tomb. Es liegt bei Broughshane am Südhang des Ticloy Hill mit Blick über das Braid River Valley.